# 浙江育英职业技术学院
浙江育英职业技术学院是位于杭州下沙的一所由浙江育英教育集团创建的民办普通高等职业院校。学院创办于1998年，实行董事会领导下的院长负责制，创办者黄纪云为董事长。

## 简介
学院是第一所落户下沙的高校。目前有6个分院2个部，教职工400余人，学生7000余人。现任学院院长为盛健。    

## 院系设置
- 民航交通分院
- 信息技术分院
- 商务贸易分院
- 经济管理分院
- 创意设计分院
- 继续教育分院
- 社科部
- 体艺部